# А зори здесь тихие (телесериал, 2005)
«А зори здесь тихие» (кит. упр. 这里的黎明静悄悄, пиньинь Zhèlide límíng jìngqiāoqiāo, палл. Чжэлидэ лимин цзинцяоцяо) — телевизионный сериал по одноимённой повести Бориса Васильева, снятый в 2005 году Центральным телевидением Китая (CCTV). Материала исходного произведения Бориса Васильева не хватило для 19-серийной картины, поэтому автор повести тоже участвовал в работе над фильмом. Во многом фильм заимствует идеи одноимённого оригинала режиссёра Станислава Ростоцкого. Фильм также демонстрировался в России, но был сокращён с 19 до 12 серий.

## Сюжет
1942 год. Великая Отечественная война. В советском тылу расквартировано подразделение зенитных войск. Пять девушек-новобранцев и старшина вступают в бой с немецкой диверсионной группой.

## История создания
Большой успех картины 1972 года «А зори здесь тихие» в Китае послужил причиной для начала работы над совместным российско-китайским проектом, приуроченным к 60-летию со дня Победы.
В версии для показа в Китае 19 серий, в версии для российских зрителей — 12 (сокращению подверглись эпизоды, которые для российского зрителя выглядят неправдоподобно). Пересъёмка фильма «А зори здесь тихие» 1972 года во многом использует художественные решения Станислава Ростоцкого. Материала повести не хватало на девятнадцатисерийную картину, и его пришлось дополнить. В доработке сценария принимал участие сам автор повести, писатель Борис Васильев.
В съёмках принимали участие актёры Амурского театра драмы. Съёмки проходили в Благовещенске, в округе Хэйхэ и Москве. Картина вышла на экраны в Китае в 2005 году. При показе в Китае фильма 1972 года сцена с обнажёнными героинями в бане была вырезана. Во время съёмок сериала 2005 года режиссёр собирался вставить данную сцену в сюжет, но его пришлось изменить так, чтобы он удовлетворял требованиям китайской стороны. В итоге сцена с баней присутствует, но обнажённых героинь не показывают. Во время показа телесериала в Китае в мае 2005 года его посмотрели более 400 млн человек.

## В ролях
| Актёр               | Роль                           |
| ------------------- | ------------------------------ |
| Андрей Соколов      | старшина Федот Васков          |
| Татьяна Остап       | Рита Осянина                   |
| Дарья Чаруша        | Женя Комелькова                |
| Елена Мальцева      | Соня Гурвич                    |
| Снежана Гладнева    | Лиза Бричкина                  |
| Александра Теряева  | Галя Четвертак                 |
| Людмила Колесникова | помкомвзвода сержант Кирьянова |

В эпизодах заняты актёры Благовещенского драматического театра.